# Raymond Orteig

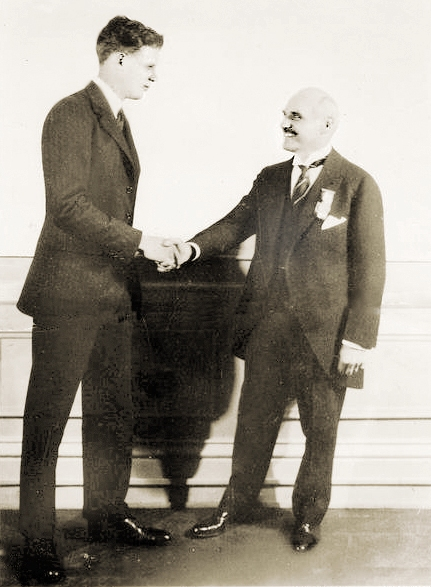
Charles Lindbergh i Raymond Orteig (po prawej). Nowy Jork, 14 czerwca 1927.

Raymond Orteig (ur. 1870 w Louvie-Juzon, zm. 1939) – nowojorski przedsiębiorca – hotelarz, fundator nagrody Orteiga dla pilota, który dokona pierwszego przelotu transatlantyckiego (bez międzylądowania) na trasie Nowy Jork – Paryż.
Orteig urodził się w południowej Francji, ale w wieku 12 lat wyemigrował do Stanów Zjednoczonych. 13 października 1882 przybył do swojego wuja w Nowym Jorku. Dosyć szybko stał się właścicielem dwóch hoteli (Hotel Lafayette i Brevoort Hotel w Greenwich Village).
19 maja 1919 Orteiga ogłosił, że osoba, która w przeciągu najbliższych 5 lat przeleci non stop z Nowego Jorku do Paryża (lub na odwrót), otrzyma 25.000 dolarów. Hotelarz zaoferował nagrodę m.in. pod wpływem spotkania z amerykańskim asem myśliwskim Edwardem Rickenbacherem podczas kolacji wydanej na jego cześć. Wiele z wygłoszonych wówczas przemówień dotyczyły przyjaźni francusko-amerykańskiej, Rickenbacher snuł wizje lotów, które w przyszłości połączą oba te kraje. Źródłem inspiracji były kontakty z francuskimi pilotami – członkami misji wojskowej, którzy podczas I wojny światowej pomagali tworzyć amerykańskie siły powietrzne.
Chociaż przez wyznaczony czas nie podjęto żadnej poważnej próby dokonania tego wyczynu, w 1924 Orteig ponowił wyzwanie. Nieskuteczne próby podejmowali sławni lotnicy, przelotu dokonał dopiero w 1927 Charles Lindbergh.